# Georg August Grotefend
Georg August Grotefend (* 2. März 1832 in Lingen (Ems); † 7. Dezember 1903 in Marburg)  war ein deutscher Schriftsteller und Jurist.

## Leben
Georg Arnold August Grotefend war das vierte von sieben Kindern. Sein Vater war August Grotefend (1798–1836), später Direktor am Göttinger Gymnasium, seine Mutter Luise geb. Nöldeke (1802–1875). Nach dem frühen Tod des Vaters wuchs er bei seinem Onkel Carl Nöldeke (1800–1866) auf; er bestand sein Abitur 1850 am Gymnasium in Lingen, wo der Onkel damals Direktor war. Später zog er nach Bremen.
Zum Studium der Rechte ging er nach Göttingen zurück. Während der Studienzeit lernte er weiter intensiv Latein, wodurch er sich einen großen Wortschatz aneignen konnte und diese Sprache später wie eine Muttersprache beherrschte. Nach Abschluss des Studiums trat er als Jurist in den hannoverschen Verwaltungsdienst; er war Auditor im Amt Lehe, wird anschließend als Amts-Assessor in Alfeld und 1862 in Hoya auch als Amts-Assessor genannt. Ab 1863 war er als Amts-Assessor in Sulingen tätig.
Nach der preußischen Annexion Hannovers war er übernommen worden und fand unter anderem in Trier Verwendung, wo er am 21. Juni 1864 Lina Strippelmann heiratete. Sie war Tochter des Obergerichtsrats in Kassel und späteren Geh. Archivrats in Marburg Dr. jur. G. F. L. Strippelmann. Ab 1875 erscheint er als Regierungsrat in Düsseldorf, mal in der Abteilung I (Innere Verwaltung) zuletzt 1878 in der Abteilung II (Kirchen- und Schulwesen) beim Regierungspräsidenten, ab 1880 wird er beim Regierungspräsidenten in Trier, wieder in Abteilung I und dann hauptsächlich II bis 1899, zuletzt ab 1890 als „Geheimer Regierungsrat“ geführt. Mit dem Ruhestand ist er 1890 nach Marburg gezogen.
Neben seiner amtlichen Tätigkeit wurde er seit den 1870er Jahren bekannt als Verfasser von Werken zum preußische Verwaltungsrecht und als Herausgeber einer halb-offiziellen Sammlung preußischer und deutscher Gesetze, Verordnungen und Erlasse, die – über seine Herausgeberschaft hinaus – bis 1919 erschien.

## Schriften (Auswahl)
- De exceptione divisionis. Göttingen 1852. (Digitalisat)
- Geschichte der allgemeinen landständischen Verfassung des Königreichs Hannover in den Jahren von 1814 bis 1848. Hannover 1857. (Digitalisat)
- Deutsche Einheit und Fürsten-Souverainetät. Eine historische Reflexion zu politischen Bestrebungen der Gegenwart. Cassel 1860. (Digitalisat)
- System des öffentlichen Rechts der deutschen Staaten.
  - Erste Abtheilung. Cassel 1860. (Digitalisat)
  - Zweiten Abtheilung. Erste Hälfte. Cassel 1863. (Digitalisat) (Fortsetzung siehe sein Vorwort in „Das Deutsche Staatsrecht“)
- Ernste Stimmen von „Adam Aster“ (Pseudonym; 124 Gedichte, seiner Braut gewidmet) Cassel 1861; 243 S.
- Publicistische Skizzen. Hannover 1866. (Digitalisat)
- Das Deutsche Staatsrecht der Gegenwart. Berlin 1869; XXIV+849 S. Erster Halbband.
- Die Grundsätze des Kommunalsteuerwesens in den östlichen und westlichen Provinzen des Preußischen Staates. Elberfeld und Leipzig 1874; (4)+156+(2) S.
- Handbuch der Provinzial-, Kreis- und Kommunal-Verwaltung in Hessen-Nassau. Marburg 1878. VI+271 S.
- Das gesammte preußisch-deutsche Gesetzgebungs-Material: die Gesetze und Verordnungen sowie die Ausführungs-Anweisungen, Erlasse, Verfügungen etc. der preußischen und deutschen Centralbehörden. Erschien von 1876 bis 1899, ZDB-ID 219668-2, ZDB-ID 219670-0.
  - Das gesammte preußisch-deutsche Gesetzgebungs-Material. Index 1876/1895.